# 제3자뇌물수수죄
제3자뇌물수수죄(第三者賂物收受罪)는 공무원 또는 중재인이 자신의 직무에 관하여 부정한 청탁을 받고, 자신이 아닌 제3자에게 뇌물을 공여하게 하거나, 그 공여를 요구 또는 약속하게 하는 경우에 성립하는 대한민국의 범죄이다. 직무의 공정성과 사회 신뢰를 보호하기 위한 규정이다.

## 요건
- 주체: 공무원 또는 중재인
- 행위: 직무에 관하여 부정한 청탁을 받고, 제3자에게 뇌물을 공여하게 하거나, 그 공여를 요구 또는 약속하는 행위
- 제3자: 행위자(공무원 등) 및 공동정범 이외의 사람(단, 생활을 같이하는 가족 등은 제외), 제3자가 실제로 뇌물을 받았는지 여부는 성립요건이 아니다.

## '부정한 청탁'의 의미
‘부정한 청탁’이란 위법한 것뿐만 아니라, 사회상규나 신의성실의 원칙에 위배되는 부당한 경우도 포함하며 청탁은 명시적일 수도 있고, 묵시적으로도 인정될 수 있고 청탁의 대상이 된 직무 자체가 위법·부당하지 않고 적법하더라도, 재물을 대가로 그 업무처리를 부탁하는 경우에는 특별한 사정이 없는 한 ‘부정한 청탁’에 해당한다.

## 사례
이재명 대통령 후보가 김성태 당시 쌍방울 그룹 회장에게 '쌍방울 그룹의 대북사업에 대한 경기도의 지원과 보증'을 약속하며 황해도 스마트팜 지원사업 관련하여 500만 달러를, 방북 의전비용으로 300만달러를 북한에 대납하게 한 것에 대해 검찰은 제3자뇌물수수죄(특정범죄가중법 위반)를 적용하여 기소하였다.

## 판례
- 공무원인 甲이 직무관련자에게 제3자와 계약을 체결하도록 요구하여 계약 체결을 하게 한 행위가 제3자뇌물수수죄의 구성요건과 직권남용권리행사방해죄의 구성요건에 모두 해당하는 경우, 제3자뇌물수수죄와 직권남용권리행사방해죄는 상상적 경합의 관계에 있다.

## 참고문헌
- 이광훈. "뇌물죄론." 서울: 진원사, 2015. ISBN 9788963464268
- 김선국. (2018). 제3자뇌물수수죄(형법 제130조)와 단순수뢰죄(형법 제129조 제1항) 구별기준에 관한 논의 - 대법원 2016. 6. 23. 선고 2016도3540 판결을 중심으로 -. 경희법학, 53(3), 131-156.
- 이숙연. (2020). 뇌물수수죄와 제3자뇌물수수죄의 법리에 관한 연구. 저스티스,(177), 267-303.
- 장진환. (2022). <독일과 한국의 제3자 뇌물수수죄에 대한 비교법 연구>. 비교형사법연구, 24(2), 1-36.